# Кабашников, Константин Павлович
Константин Павлович Каба́шников (бел. Канстанцін Паўлавіч Кабашнікаў; р. 1927) — белорусский фольклорист, педагог. Доктор филологических наук (1971), профессор (1980). Лауреат Государственной премии Белорусской ССР (1986). Член Бюро Комиссии по славянскому фольклору при Международном комитете славистов и Бюро Международной ассоциации по изучению и популяризации славянской культуры (MAIPCK; ЮНЕСКО).

## Биография
Родился 24 июля 1927 года в Гомеле. Окончил Гомельский педагогический институт (1951), затем — аспирантуру при кафедре фольклора Московского государственного университета (1954).
С 1954 года работает в Академии наук Белорусской ССР. Прошел путь от младшего научного сотрудника до заведующего отдела славистики в Институте искусствоведения, этнографии и фольклора Национальной академии наук Республики Беларусь.

## Научная деятельность
Исследует жанры белорусского фольклора, собирает народные сказки и легенды белорусов, изучает проблемы белорусско-русских фольклорных взаимосвязей.

## Награды и премии
- Государственной премии БССР (1986) — за участие в издании многотомного собрания «Беларуская народная творчасьць».